# Hålsopp
Hålsopp (Suillus cavipes) är en svampart som först beskrevs av Wilhelm Opatowski, och fick sitt nu gällande namn av Alexander Hanchett Smith och Harry Delbert Thiers 1964. Enligt Catalogue of Life ingår Hålsopp i släktet Suillus,  och familjen Suillaceae, men enligt Dyntaxa är tillhörigheten istället släktet Suillus,  och familjen Gomphidiaceae. Arten är reproducerande i Sverige. Inga underarter finns listade i Catalogue of Life.

## Källor

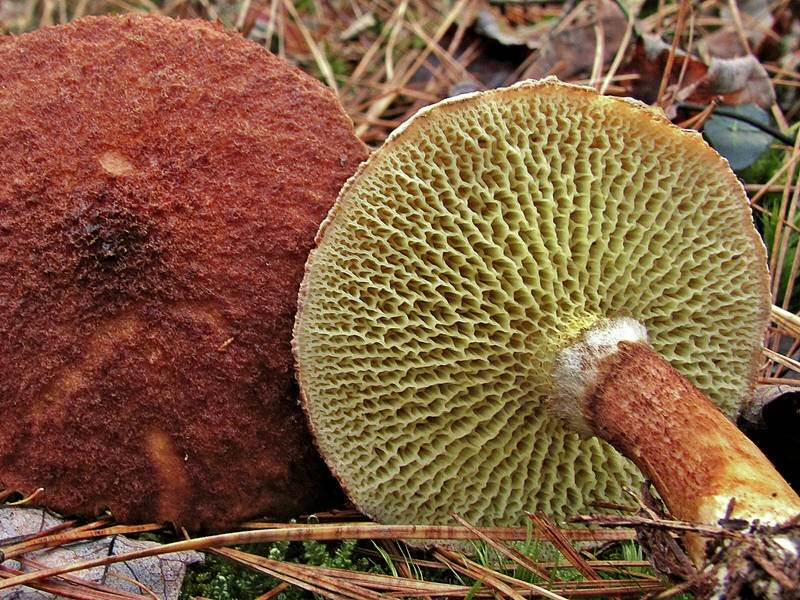
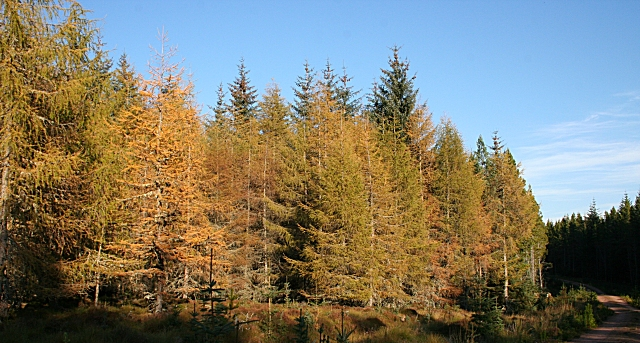
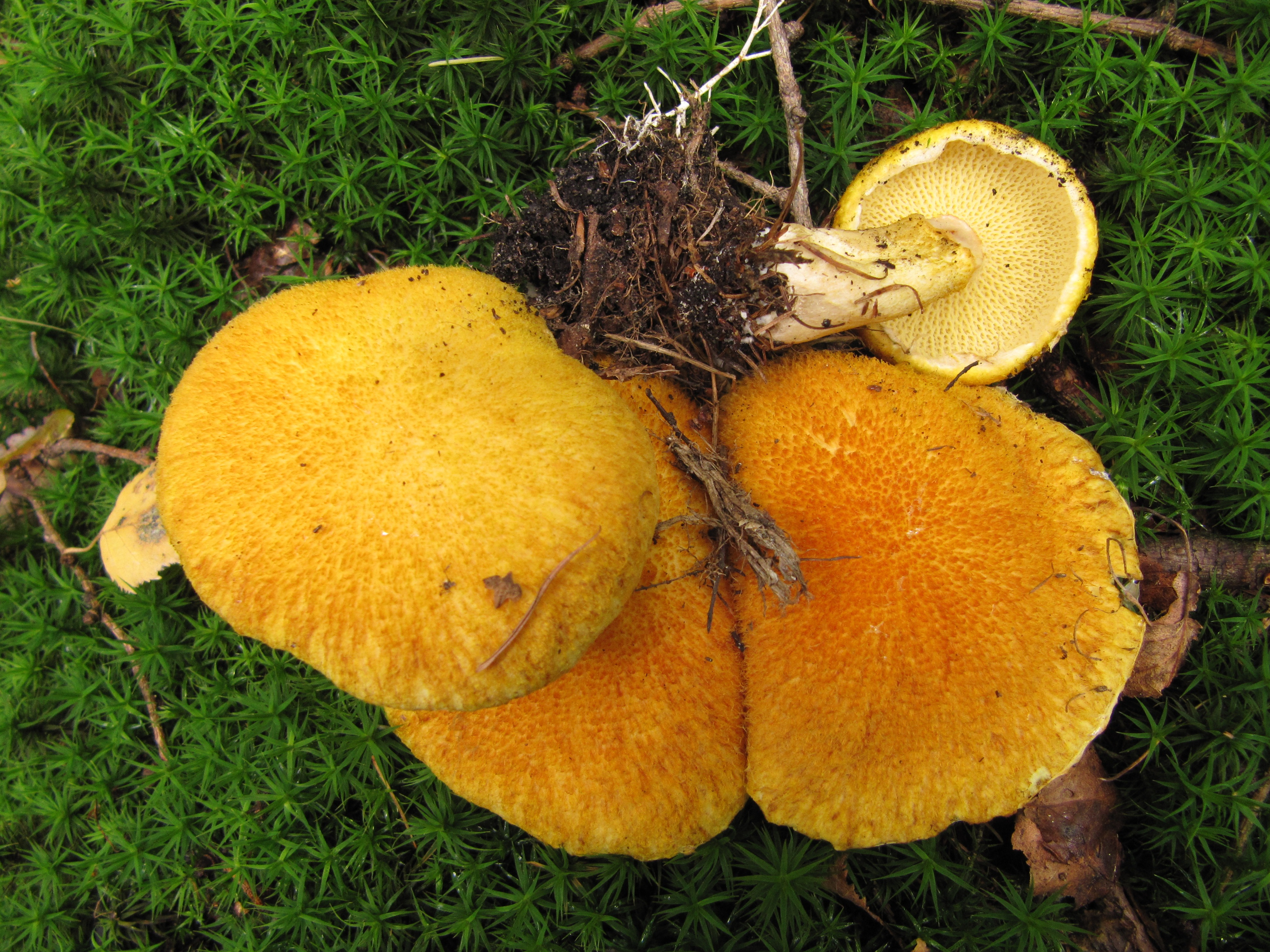
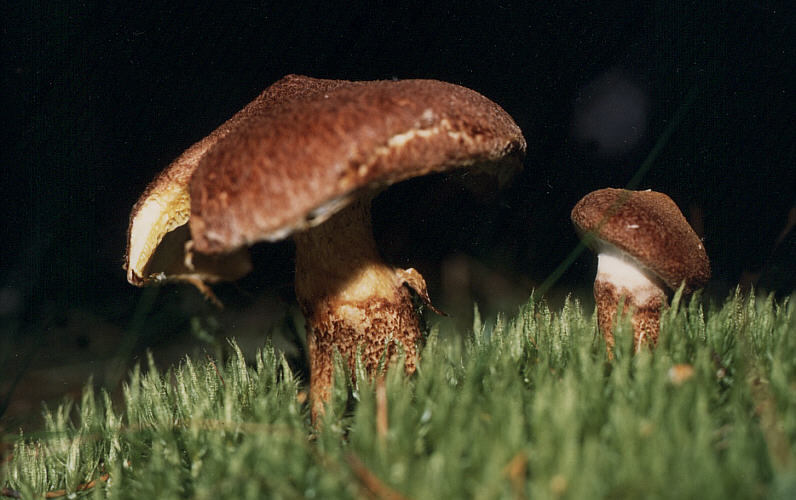